# Беренсдорф (Балтийское море)
Беренсдорф (нем. Behrensdorf) — община в Германии, в земле Шлезвиг-Гольштейн.
Входит в состав района Плён. Подчиняется управлению Лютенбург-Ланд. Население составляет 641 человек (на 31 декабря 2010 года). Занимает площадь 20,85 км².